# Rhopalodes derufata
Rhopalodes derufata là một loài bướm đêm trong họ Geometridae.